# ARC Almirante Padilla (FM-51)
Pour les articles homonymes, voir ARC Almirante Padilla.
L'ARC Almirante Padilla (pennant number : FM-51) est le troisième navire de la marine nationale colombienne à porter ce nom. Il s’agit d’une frégate de type FS-1500 construite au chantier naval Howaldtswerke-Deutsche Werft à Kiel, en Allemagne. Il s’agit de la première des quatre frégates lance-missiles acquises dans le cadre du plan Neptune. Elle a été mise en service en octobre 1983 et depuis lors, elle a navigué dans les eaux territoriales colombiennes et a contribué à la préservation de la vie en mer, à la lutte contre les trafics illicites et à la préservation des ressources naturelles de la nation.
La frégate porte le nom du héros naval le plus célèbre de Colombie, l’amiral José Prudencio Padilla, l’un des officiers de marine colombiens qui ont participé à la guerre d'indépendance.

## Modernisation
En 2010, la frégate a été remotorisée à la base navale ARC Bolívar, des travaux réalisés par COTECMAR. De nouveaux systèmes ont été installés pour remplacer ceux qui étaient obsolètes. Parmi les nouveaux systèmes installés, on peut citer :
- Le radar SMART-S Mk2 qui remplace le radar Sea Tiger TSR-3004.
- Le système de combat TACTICOS qui remplace le système de combat VEGA II.
- Le directeur de tir STING-EO Mk2 remplace le directeur de tir CASTOR 2B.
- Le directeur de tir MIRADOR remplace le directeur de tir CANOPUS.
- Le système de mesures de soutien électronique VIGILE qui remplace le système ESM DR3000.
- Le lanceur de paillettes/leurres SKSW DL-12T remplace le lanceur CSEE DAGAIE Mk2.
- Les moteurs MTU M-93 Series 4000 remplacent les moteurs MTU 1163TB92.
- Les systèmes de communication ont également été modernisés avec l’intégration de DataLink, Inmarsat, GMDSS[2]

## Commandants
- Capitán de fragata Sergio Oliveros : jusqu’au 19 juillet 2017[3]
- Capitán de fragata Pablo Perafán : depuis le 19 juillet 2017[4]